# Peter Odhiambo (ur. 1950)
Peter Odhiambo (ur. 25 listopada 1950) – ugandyjski bokser wagi lekkiej, uczestnik Letnich Igrzysk Olimpijskich 1972.
Jedyny swój pojedynek na igrzyskach, Odhiambo stoczył 1 września. Zaczynał on zmagania od drugiej rundy, ponieważ w pierwszej miał wolny los. W swoim jedynym pojedynku na igrzyskach, poniósł jednogłośną porażkę (0–5) z Kolumbijczykiem Alfonso Pérezem.
Poza występem na igrzyskach w Monachium, wystąpił na rozgrywanych w Lagos igrzyskach afrykańskich, gdzie zdobył srebrny medal.